# Demonstrate
Demonstrate è un singolo promozionale della cantante statunitense JoJo, pubblicato il 17 luglio 2012.

## Descrizione
Originariamente pianificato per essere il singolo principale del terzo album in studio della cantante (al posto di Disaster, pubblicato un anno prima), il brano è stato scritto da JoJo, Daniel Daley, Anthony Jeffries e Noah Shebib, quest'ultimo dei quali ne ha anche gestito la produzione. La canzone ha debuttato mondialmente e nelle radio americane il 17 luglio 2012.

### La versione del 2018
Il 21 dicembre 2018, l'artista ha ri-registrato e ri-pubblicato la canzone come singolo stand-alone su etichetta Clover Music. Tale decisione è dovuta alla rimozione di tutta la musica originale di JoJo pubblicata sotto la Blackground Records da tutte le piattaforme di streaming e di vendita digitale. La ex etichetta discografica possiede le licenze delle registrazioni originali e ha il controllo sulla loro pubblicazione.

## Accoglienza
Al momento della sua pubblicazione, Demonstrate ha ricevuto recensioni favorevoli da parte della critica che in generale ne ha lodato la sensualità. Alcuni critici hanno inoltre notato diverse somiglianze con il singolo di Kelly Rowland del 2011 Motivation.

## Video musicale
Il videoclip ufficiale del brano è stato diretto da Jason Beattie e girato il 13 agosto 2012 all'interno di una villa a Beverly Hills. Tuttavia, il video non verrà mai pubblicato dalla Blackground Records.

## Tracce
Streaming
1. Demonstrate – 3:30

Versione 2018
1. Demonstrate (2018) – 3:15